# 淡島ホテル

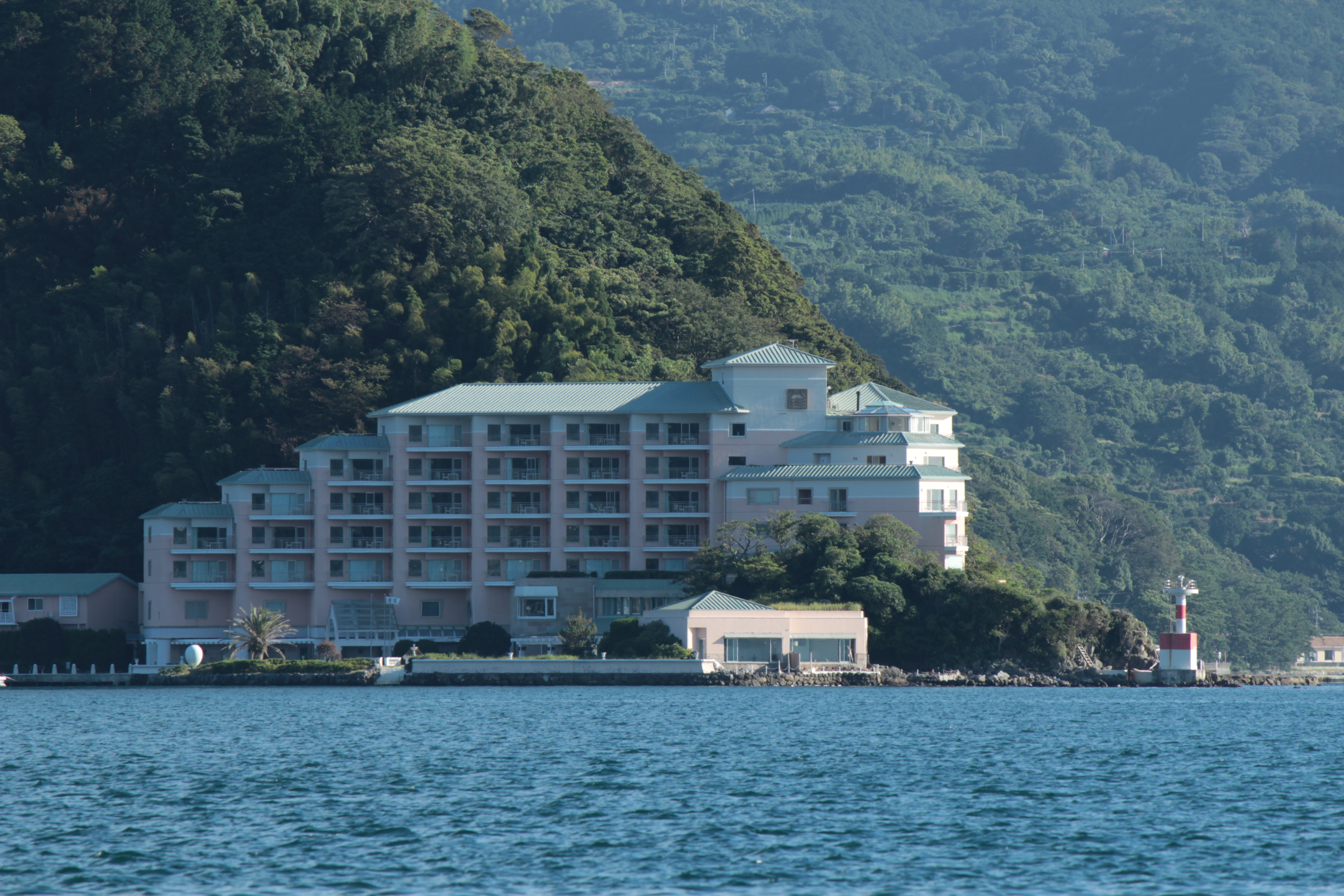
淡島ホテル、2012年

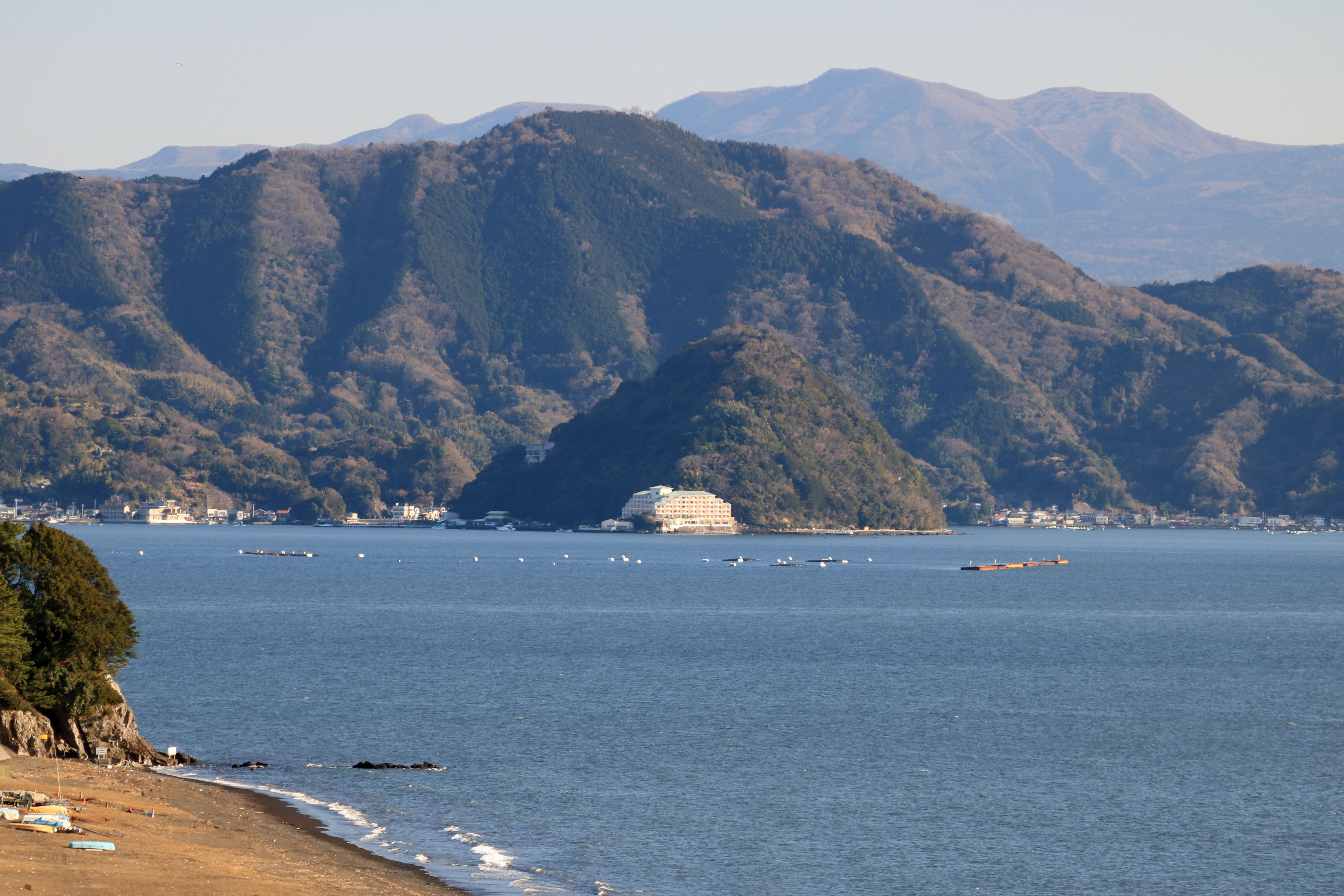
中央に淡島と淡島ホテル

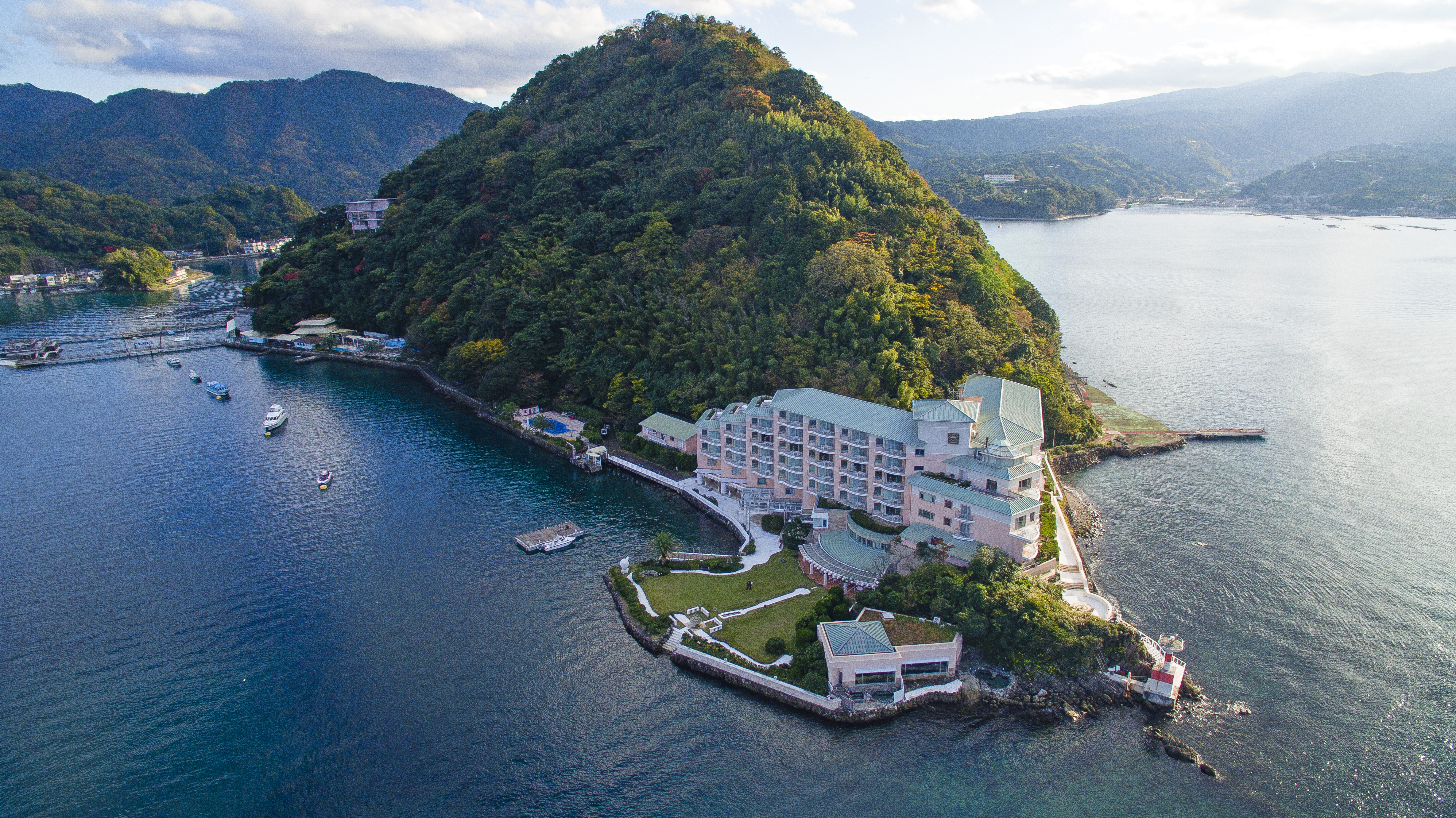
ドローンから、2016年

淡島ホテル（あわしまホテル）は、破産手続き中の株式会社AWHの破産管財人からの業務委託で株式会社フェニックスが運営している高級リゾートホテル。静岡県沼津市沖合の無人島、淡島に所在する。ホテルへのアクセスは、沼津市街地側から連絡船を利用するものとなっている。
1991年（平成3年）に株式会社淡島ホテルが運営する会員制リゾートホテル淡島ホテル（あわしまホテル）として開業し、後年グッドリゾートに移管された。2020年3月から2021年11月まで、アメリカのホテルチェーン、ウィンダムホテル&リゾーツとのフランチャイズ契約の下でホテルの名称をウィンダムグランド淡島（ウィンダムグランドあわしま）に変更していた。
本項では当ホテルの過去の運営会社で、破産手続き中の株式会社AWH（旧名称、株式会社淡島ホテル（あわしまホテル））についても解説する。

## 淡島ホテル
1991年（平成3年）、東京相和銀行の経営者だった長田庄一の手により開業。当初は、銀行のVIP接待用という位置づけの会員制ホテルであった。ホテルのロビーにゴーギャンなどの絵画が並ぶ豪華な施設で、60室は全室スイートルーム。ジャック・シラク元フランス大統領が訪問したこともある高級ホテルであった。2018年（平成30年）に当時の運営会社であった株式会社淡島ホテルが愛知県名古屋市に本社を置く賃貸物件家賃保証会社、株式会社オーロラに買収され、同社子会社のグッドリゾート株式会社に運営が移管されたことに伴い、グッドリゾート淡島ホテルに改称した。
2020年（令和2年）、運営会社であるグッドリゾートがアメリカのホテルチェーン、ウィンダムホテル&リゾーツとフランチャイズ契約を締結したことに伴い、同年3月26日にウィンダムグランド淡島に改称した。
2021年（令和3年）11月19日、ホテルの名称を淡島ホテルに戻した。その後、同月24日から当面の間、臨時休館に入ったことをホームページにて明らかにした。後述の親会社による不祥事の影響で同ホテルの運営は事実上破綻状態に陥ったことから同ホテルの従業員全員（約80人）が同月30日までに自主退職し、元従業員が設立した新会社「株式会社フェニックス」の下で経営再建を目指すことが同月26日に報じられた。
2021年（令和3年）12月6日、静岡地方裁判所沼津支部は後述の破産手続きに伴う、建物などといった、ホテル引き渡しの強制執行を行った。これにより、淡島ホテルは破産管財人の管理下に移行し、既に前日（同月5日）付で業務委託契約を締結したフェニックスが同ホテルの営業再開に向けた調整を行うことを明らかにした。
2021年（令和3年）12月29日、同日から2022年（令和4年）1月4日までの期間限定で淡島ホテルの営業を行った。前述の臨時休館に伴い、キャンセルを余儀なくされた宿泊客が対象で、12月28日以前に予約受付は終了しており、満室の日もあるとしていた。
2022年（令和4年）2月9日、淡島ホテルの営業を約3か月ぶりに再開した。当面の間は営業日数や宿泊人数などを限定した上で営業を行い、同年3月以降に本格的な稼働を行う予定としている。
2024年（令和6年）4月12日、香港の企業グループであるSiS International Holdings Limitedが、破産管財人から、淡島ホテルを取得した。
2024年（令和6年）7月16日、SiS International Holdings Limitedが、株式会社フェニックスの株式を取得し、資産・運営の全てをグループ化したと発表。

## 株式会社AWH
株式会社AWH（旧・株式会社淡島ホテル）は、かつて淡島ホテル（旧・ウィンダムグランド淡島）を管理・経営していた会社。バブル景気崩壊後は経営が苦しくなった上に、1999年には創業者が経営する東京相和銀行が破綻したが、ホテル経営は創業家の長田一族により維持されてきた（2010年（平成22年）に長田庄一が死去した際の肩書は、淡島ホテル顧問であった）。2018年（平成30年）4月、株式会社淡島ホテルは、株式会社オーロラに対し株式会社淡島ホテルの全株式を譲渡。2019年（令和元年）12月20日には、静岡地方裁判所沼津支部から破産手続き開始の決定を受けた。また、この破産手続きの際に引き続きホテルを経営する目的で不正に財産を処分し、財産の没収を免れたとして、2021年（令和3年）9月22日にオーロラの一部経営陣など5人が破産法違反（詐欺破産）の疑いで静岡県警察に逮捕され、さらに同年10月13日には財産譲渡を仮装した疑いでオーロラ社長・同社取締役・AWH社長の3人が再逮捕されている。